# René Martinet
René Martinet (* vor 1923) ist ein Schweizer Filmeditor.

## Werdegang
Als eigener technischer Nachwuchs wurde René Martinet von Lazar Wechsler eingestellt und war zu Beginn Schnitt-Assistent von Hermann Haller. Später arbeitete er für Max Dora, Erwin C. Dietrich und Erwin Leiser. Sein Werk umfasst mehr als ein Dutzend Filme, zuletzt trat er in den 1970er Jahren in Erscheinung.

## Filmografie (Auswahl)
- 1943: Wilder Urlaub
- 1944: Marie-Louise
- 1945: Die letzte Chance
- 1947: § 51 – Seelenarzt Dr. Laduner (Matto regiert)
- 1948: Die Gezeichneten
- 1948: Nach dem Sturm
- 1953: Zwiespalt des Herzens (Die Venus vom Tivoli)
- 1955: Polizischt Wäckerli
- 1956: In allen Gassen wohnt das Glück (Oberstadtgass)
- 1957: Spalebärg 77 A
- 1957: Glück mues me ha
- 1958: Eine Freundin in der grossen Welt
- 1958: Die Käserei in der Vehfreude
- 1959: Café Odeon
- 1959: Der Mustergatte
- 1960: Der Herr mit der schwarzen Melone
- 1961: Musik ist Trumpf
- 1962: Der 42. Himmel
- 1963: Im Parterre links
- 1963: Der Sittlichkeitsverbrecher
- 1964: Mein General-Motors-Abenteuer
- 1972: Keine Welt für Kinder